# Семейкино (Ивановская область)
Семе́йкино — деревня в Шуйском районе Ивановской области России, входит в состав Семейкинского сельского поселения.

## География
Расположено в центральной части Шуйского района, в 5 км к югу от города Шуя. Через деревню протекает река Тюних.

## История
В 1964 году деревня Семейкино объединила в себе деревни Семейкино, Сметанки, Поповка.

## Население
| 1859 | 1905 | 2010 |
| ---- | ---- | ---- |
| 79   | ↗135 | ↗454 |